# Le Fresne-Poret
 Le Fresne-Poret  là một xã thuộc tỉnh Manche trong vùng Normandie tây bắc nước Pháp. Xã này nằm ở khu vực có độ cao trung bình 268 mét trên mực nước biển.